# My Best Friend Is You
My Best Friend Is You är det andra studioalbumet av Kate Nash. Det utgavs 2010 av skivbolaget Fiction Records. Som första singel från albumet gavs låten "Do-Wah-Doo" ut, och den blev också skivans största hit. Albumet nådde åttondeplatsen på brittiska albumlistan.

## Låtlista
1. "Paris" - 3:04
2. "Kiss That Grrrl" - 3:41
3. "Don't You Want To Share The Guilt?" - 5:05
4. "I Just Love You More" - 3:05
5. "Do-Wah-Doo" - 2:32
6. "Take Me To A Higher Plane" - 3:20
7. "I've Got a Secret" - 2:39
8. "Mansion Song" - 3:22
9. "Early Christmas Present" - 3:08
10. "Later On" - 3:34
11. "Pickpocket" - 3:21
12. "You Were So Far Away" - 3:26
13. "I Hate Seagulls" - 4:13
14. "My Best Friend Is You" (gömd låt, börjar vid 7:11 på föregående låt)